# Российский университет кооперации
Росси́йский университе́т коопера́ции — одно из старейших экономических высших учебных заведений России.
Основан в 1912 году. Один из крупнейших торгово-экономических университетов Российской Федерации.
Полное название — автономная некоммерческая образовательная организация высшего профессионального образования Центросоюза Российской Федерации «Российский университет кооперации». Имеет государственную лицензию и аккредитацию, выдает дипломы государственного образца, установленного Министерством образования и науки РФ. С 1992 года имеет статус университета.
Учредитель университета — Центросоюз РФ (прежнее название Роспотребсоюз РФ).
В общую филиальную сеть Российского университета кооперации входят филиалы от Калининграда до Камчатки, а также Башкирский, Волгоградский, Поволжский, Казанский, Краснодарский и Чебоксарский кооперативные институты (филиалы университета).
С 2020 года ректором университета является Алсу Набиева.
Российский университет кооперации включён в реестр сборника «Федеральный справочник. Образование в России».
В 2008 году университет стал одним из четырёх негосударственных учебных заведений, попавших в рейтинг российских вузов, составленный журналом «Коммерсантъ-Деньги» на основании мнения крупнейших российских компаний-работодателей.

## История
История создания и развития Российского университета кооперации началась в 1912 году, когда была создана Высшая кооперативная школа при Московском народном университете имени А. Л. Шанявского.
Школа приобрела все необходимые атрибуты высшего учебного заведения: принят устав школы; разработаны учебные программы по основным специальностям; определены руководящие органы; подобран штат преподавателей, которыми разработаны учебные курсы по дисциплинам; образован фонд и начато перечисление денежных средств; квалификация выпускников школы-курсов стала соответствовать современной квалификации специалистов — выпускников колледжа и вуза.
В 1918 году кооперативная школа получила статус Всероссийского кооперативного института (ВКИ). В институте преподавали известные учёные-экономисты: С. Н. Прокопович, М. И. Туган-Барановский, А. Ф. Фортунатов, А. В. Чаянов, В. Н. Зельгейм, С. А. Каблуков, Н. П. Макаров, С. Л. Маслов, В. Ф. Тотомианц.
В 1932 году Центральным союзом потребительских обществ СССР (Центросоюзом СССР) для института был построен отдельный учебный городок из шести пятиэтажных корпусов на Волоколамском шоссе.
В 1935 году институт был переименован в «Московский институт советской кооперативной торговли» (МИСКТ).
В годы Великой Отечественной войны институт был эвакуирован в Казахстан. Многие преподаватели, сотрудники и студенты МИСКТ ушли на фронт. В их числе была студентка Вера Волошина, ставшая комсомольским организатором разведывательной группы. Она погибла в 1941 году на задании в Подмосковье, в 1994 году ей посмертно было присвоено звание Героя России.
С 1959 года Московский кооперативный институт находится в Мытищах, на улице, которая с 1963 года носит имя Веры Волошиной.
В 1992 году Московский кооперативный институт получил статус университета и был переименован в Московский университет потребительской кооперации, а с 2006 года — в Российский университет кооперации.

## Деятельность и структура

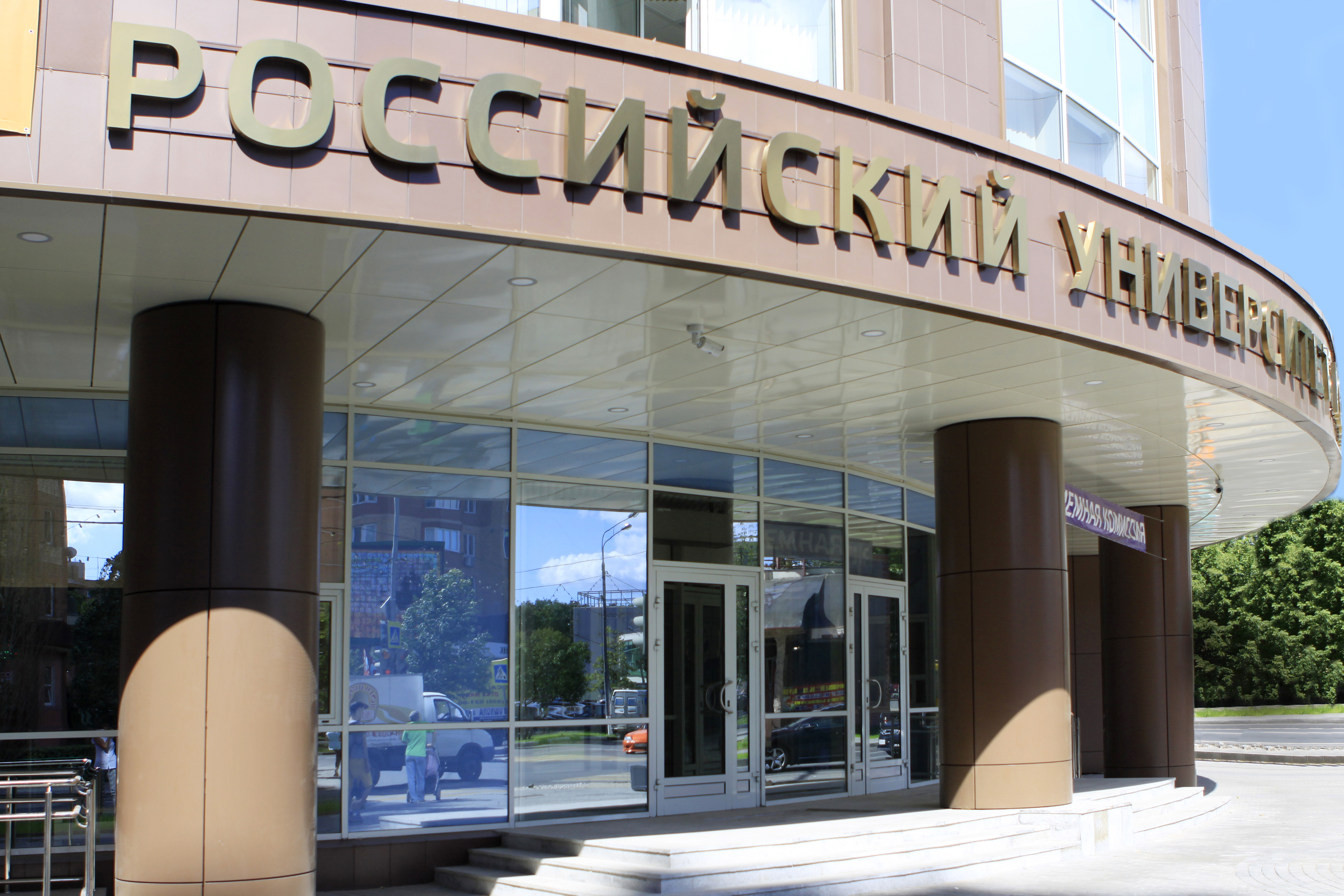
Центральный вход в Университет

В университете действует система непрерывного образования, которая включает в себя довузовское обучение, среднее профессиональное образование, высшее образование, в том числе подготовку научно-педагогических кадров в аспирантуре, а также обучение в докторантуре, повышение квалификации и профессиональную переподготовку специалистов.
Возможно заочное обучение в вузе, в том числе с применением дистанционных технологий.
По состоянию на 2015/2016 учебный год головной вуз университета в Мытищах объединяет 4 факультета:
- экономический[20],
- юридический[21],
- факультет управления[22],
- колледж[23] (факультет среднего специального образования),

а также магистратуру, аспирантуру и центр дополнительного образования.
В вузе организовано обучение по 16 направлениям подготовки бакалавриата и 8 направлениям магистратуры, 2 специальностям, 16 программам среднего профессионального образования (колледж) и по 5 научным специальностям аспирантуры по очной и заочной формам обучения.
Студентам РУК предоставляется возможность реализовать себя в науке, спорте и творчестве.
Для студентов открыты молодёжные клубы, спортивные секции, творческие объединения, научные общества, КВН.
Вуз имеет: современные лекционные залы, компьютерные классы с доступом в Интернет, электронный читальный зал, спорткомплекс, киноконцертный зал, благоустроенное общежитие.
Здравница преподавателей и сотрудников Российского университета кооперации — санаторий в Кисловодске.
В 2015 году было завершено строительство четвёртого корпуса Головного вуза университета в Мытищах.

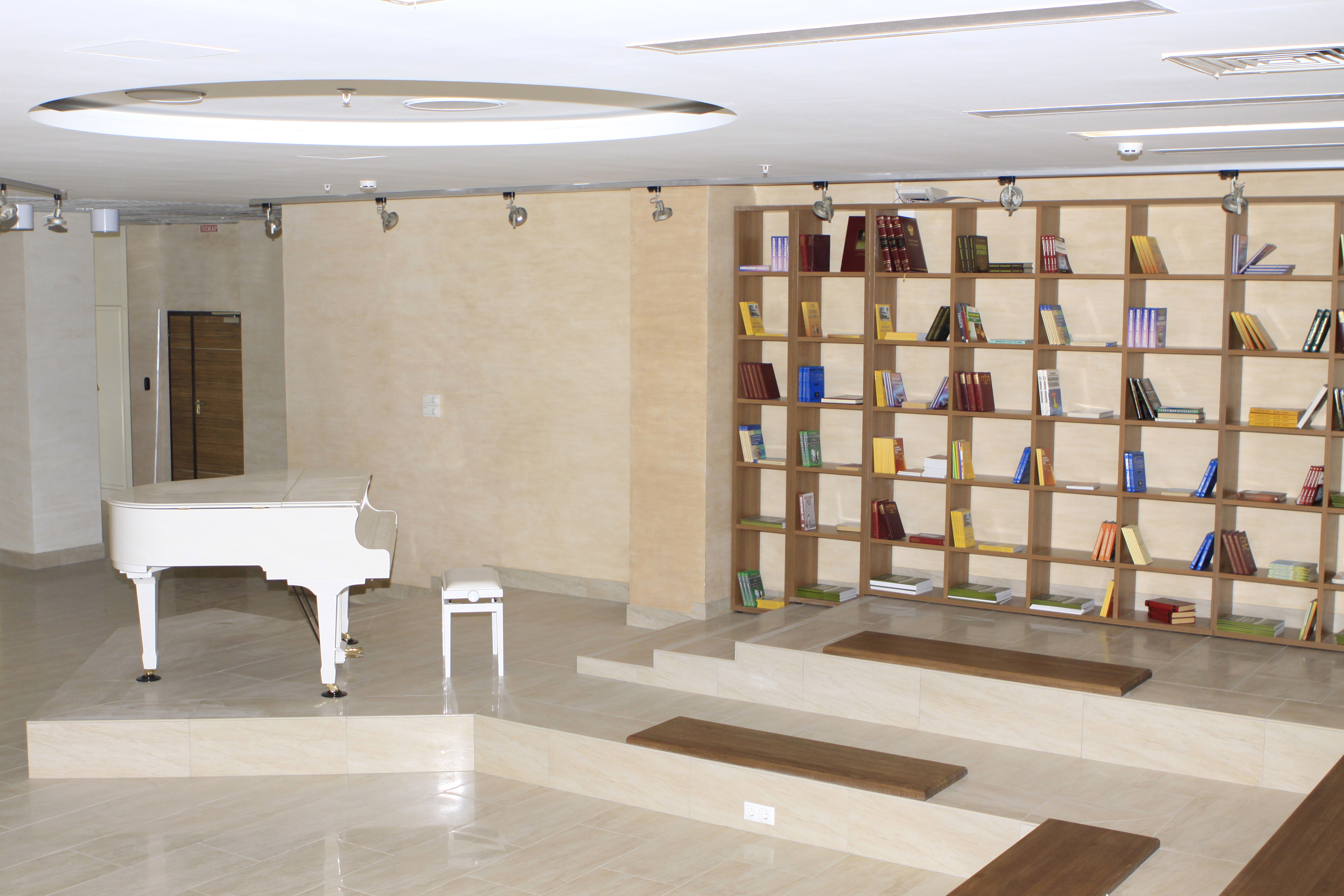
Зона отдыха в Новом корпусе РУК

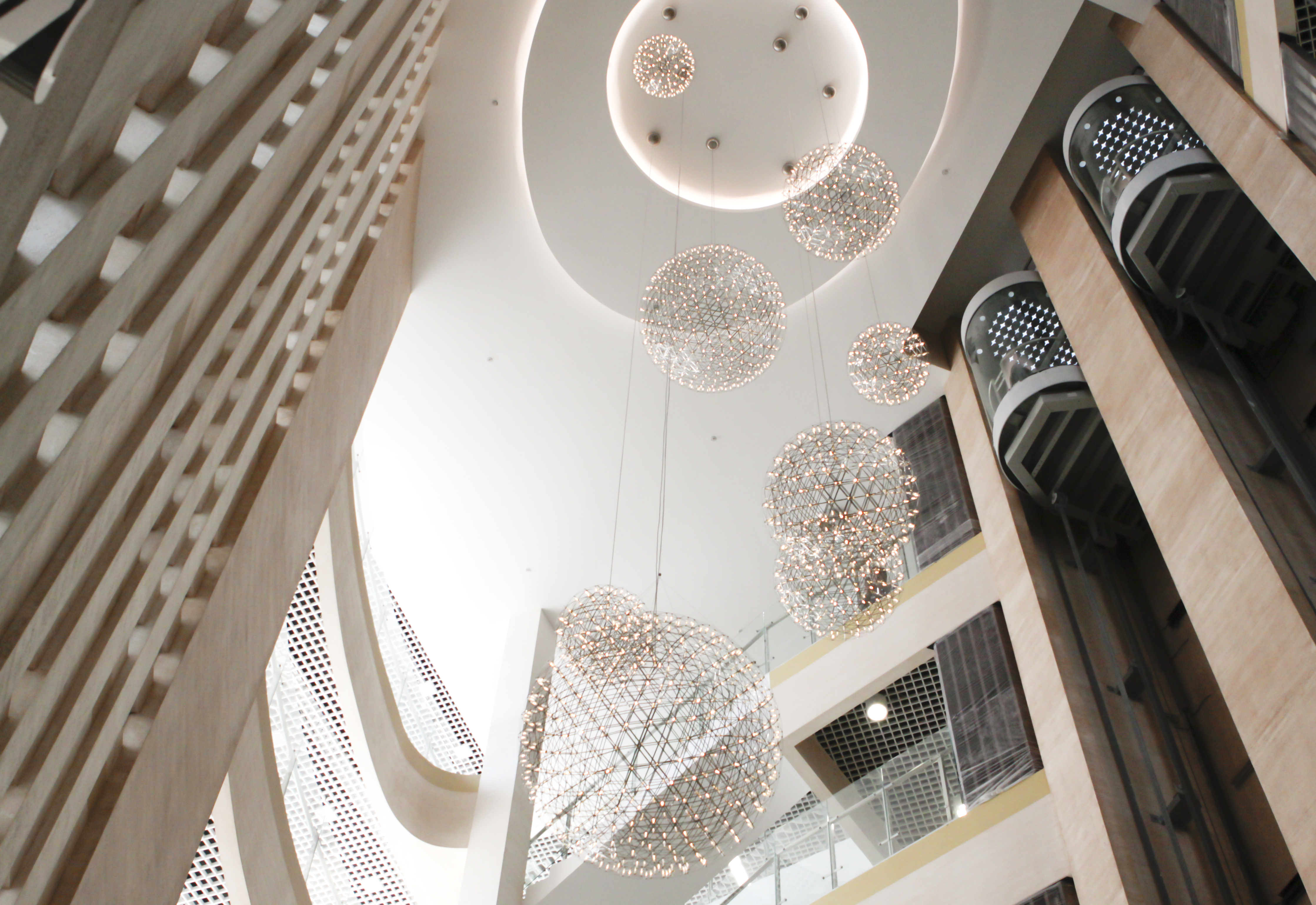
Атриум в новом корпусе РУК

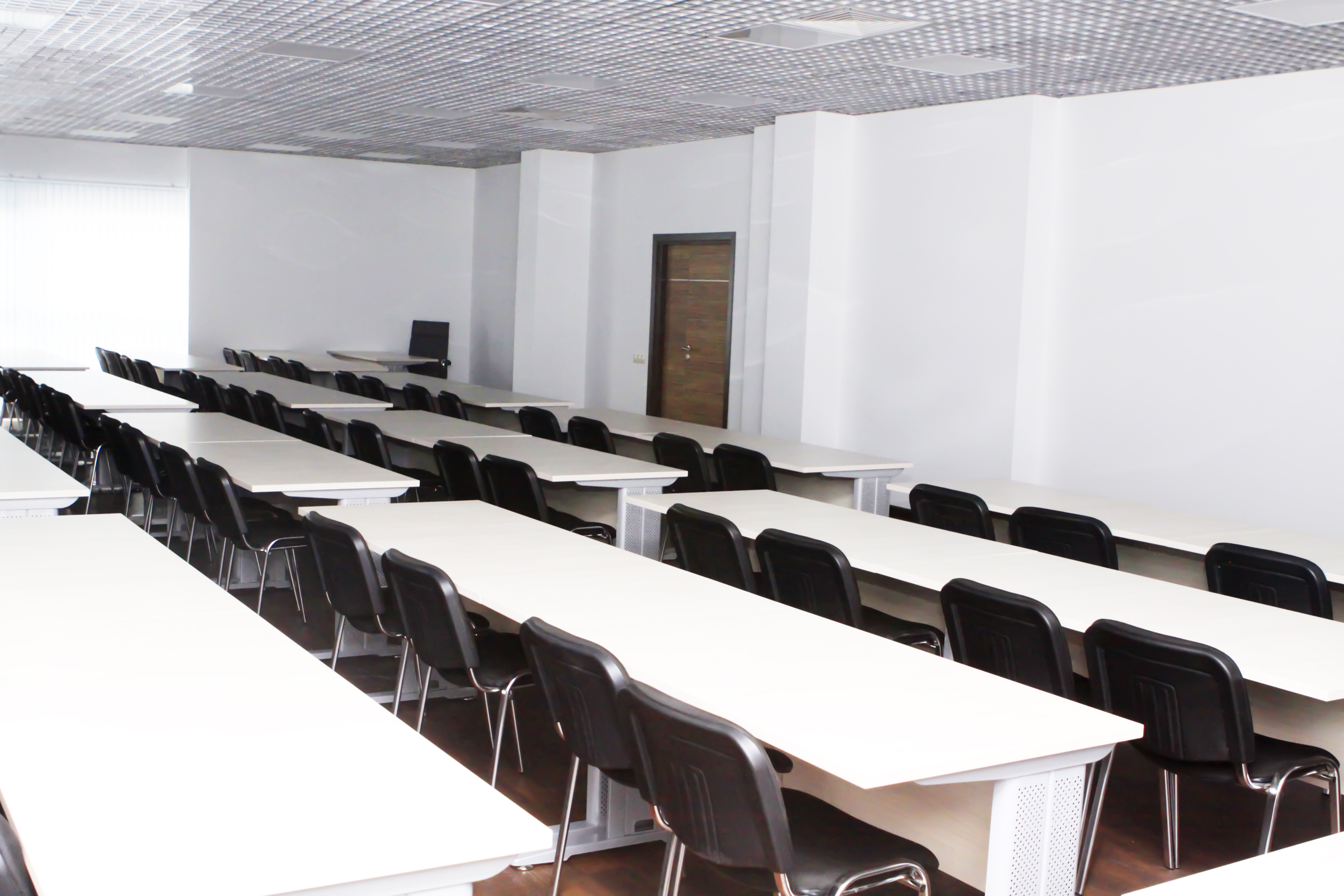
Аудитория в новом корпусе РУК

## Региональная сеть филиалов
По состоянию на июль 2016 года Российский университет кооперации имел региональную сеть из 18 филиалов и 7 представительств.
Филиалы расположены в следующих городах:
- Арзамас
- Владимир
- Волгоград
- Ижевск (частично лишен государственной аккредитации[источник не указан 680 дней])
- Казань
- Калининград
- Краснодар
- Мурманск
- Петропавловск-Камчатский
- Саранск
- Смоленск
- Сыктывкар
- Уфа
- Чебоксары
- Энгельс

## Известные преподаватели и выпускники
- Авдокушин Евгений Фёдорович — заведующий кафедрой мировой экономики, профессор, доктор экономических наук.
- Андрей Евгеньевич Бусыгин — ректор Российского университета кооперации (октября 2015 — май 2017).
- Давыдов Иван Лукич — заместитель Министра торговли СССР (1969—1987), заместитель Председателя правления Центросоюза (1965—1969).
- Козлова Олимпиада Васильевна — доктор экономических наук, профессор, основательница управленческого образования в СССР.
- Кравцов Алексей Владимирович — председатель Арбитражного третейского суда г. Москвы.
- Кривошей Владимир Анатольевич — профессор, ректор Российского университета кооперации (2008—2015)[41].
- Моторин Михаил Альбертович — заместитель Министра финансов РФ, первый заместитель генерального — финансовый директор страховой компании ВТБ Страхование.
- Сероштан Мария Васильевна — профессор, ректор Российского университета кооперации (2008—2015)[42].
- Шиманский Всеволод Павлович — министр торговли РСФСР (1972—1989 гг.).

## Научные издания
В Российском университете кооперации выпускаются научные журналы «Фундаментальные и прикладные исследования кооперативного сектора экономики» и «Вестник Российского университета кооперации».
Научные журналы Российского университета кооперации включены в Перечень ведущих рецензируемых научных журналов Российской Федерации, в которых, в соответствии с решением Президиума ВАК РФ, должны быть опубликованы основные научные результаты диссертаций на соискание ученой степени кандидата и доктора наук.
В научно-теоретическом журнале «Вестник Российского университета кооперации» публикуются статьи, рецензии, дискуссионные результаты научного поиска, информационные материалы по теории кооперации, экономике, управлению, юриспруденции, гуманитарным наукам и проблемам естествознания.
Научно-теоретический журнал «Фундаментальные и прикладные исследования кооперативного сектора экономики» известен широкой научной общественности и носит всероссийский характер. В журнале публикуются актуальные научные статьи и материалы работников университета, ученых других научных и образовательных организаций России и зарубежных стран.

## Музей
В 1913 году на втором Всероссийском кооперативном съезде профессор Анцыферов сделал заявление о необходимости создания музея для сохранения кооперативных знаний и развития кооперативной идеологии. В 1966 году в центральном корпусе Российского университета кооперации открылся Музей истории кооперации, в коллекции которого представлены документы, материалы и экспонаты, характеризующие деятельность различных видов кооперации — потребительской, сельскохозяйственной, кредитной, производственной.

## Библиотека
Научная библиотека университета была основана в 1948 году. К 2023 году её фонд увеличился с 32 тысяч до 400 тысяч экземпляров печатных изданий.
Российский университет кооперации ежегодно проводит конкурс «Обучение за счёт университета» (по 7 мест ежегодно в каждом филиале).

## Награды
- Орден Дружбы народов (1980)[48]
- Грамота Президиума Верховного Совета СССР (1980)[48]
- Знак «Международная золотая корона качества» (2002)[48]
- Знак «Международная платиновая звезда качества» (2003)[48]
- Медаль «За вклад в развитие агропромышленного комплекса России» (2006)[48]